# Tom Allen (Politiker)

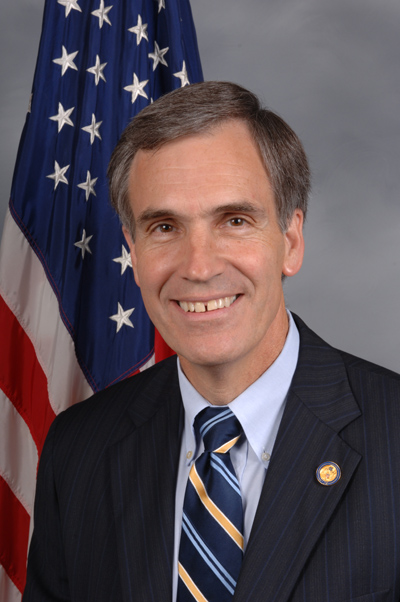
Tom Allen

Thomas Hodge „Tom“ Allen (* 16. April 1945 in Portland, Maine) ist ein US-amerikanischer Politiker. Zwischen 1997 und 2009 vertrat er den Bundesstaat Maine im US-Repräsentantenhaus.

## Werdegang
Tom Allen besuchte bis 1963 die Deering High School und studierte danach bis 1967 am Bowdoin College in Brunswick. Im Jahr 1970 studierte er mit Hilfe eines Stipendiums an der Universität Oxford in England. Nach einem anschließenden Jurastudium an der Harvard University und seiner Zulassung als Rechtsanwalt begann er in Maine in seinem neuen Beruf zu arbeiten. Im Jahr 1968 gehörte Allen dem Stab von Gouverneur Kenneth Curtis an. In den Jahren 1970 und 1971 arbeitete er für den US-Senator Edmund S. Muskie.
Allen schloss sich der Demokratischen Partei an. Im Jahr 1989 wurde er in den Stadtrat von Portland gewählt; von 1991 bis 1992 war er Bürgermeister dieser Stadt. Bei den Kongresswahlen des Jahres 1996 wurde er im ersten Wahlbezirk von Maine in das US-Repräsentantenhaus in Washington, D.C. gewählt. Dort trat er am 3. Januar 1997 die Nachfolge des Republikaners James B. Longley an, den er bei der Wahl geschlagen hatte. Nach fünf Wiederwahlen konnte er sein Mandat im Kongress bis zum 3. Januar 2009 ausüben. Er war zeitweise Mitglied im Energie- und Handelsausschuss, in drei von dessen Unterausschüssen sowie im Haushaltsausschuss. Außerdem war er Mitglied des House Ocean Caucus und in der House Affordable Medicines Task Force. Im Kongress setzte er sich für eine Gesundheitsreform, eine Änderung der Wahlkampffinanzierung und die Belange kleinerer Firmen ein.
Im Jahr 2008 verzichtete Allen auf eine weitere Kandidatur für das US-Repräsentantenhaus. Stattdessen bewarb er sich erfolglos für den US-Senat. Bei diesen Wahlen verlor er klar mit 38,5 % der Wählerstimmen gegen Susan Collins, die auf 61,5 % der Stimmen kam. Seit dem 1. Mai 2009 ist Allen als Nachfolger von Patricia Schroeder Vorstandsvorsitzender der Vereinigung der amerikanischen Verleger (Association of American Publishers). Er ist verheiratet und lebt in Portland.